# Gayle (cantant)
Taylor Gayle Rutherford, més coneguda com a Gayle (estilitzat en GAYLE) (Dallas, Texas, 10 de juny de 2004) és una cantant estatunidenca. Es va revelar internacionalment el 2021 amb la cançó "ABCDEFU", que conegué un èxit mundial i va assolir la primera posició de les classificacions musicals al Regne Unit i a Irlanda.

## Discografia
- A Study of the Human Experience Volume One (2022)